# Каррар
«Каррар» (перс. کرار) — іранський основний бойовий танк третього покоління. Вперше був презентований у 2017 році, офіційно прийнятий на озброєння у 2020 році. 

## Історія створення та виробництва

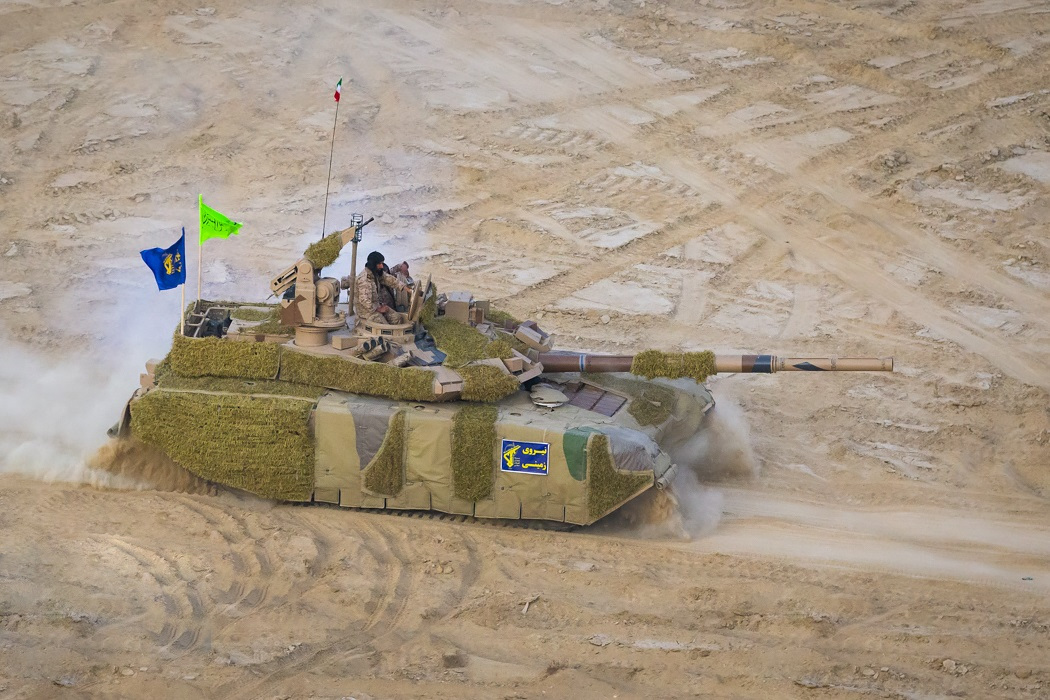
Під час військових навчаннях «Great Prophet 17»

Вперше був презентований 2 березня 2017 року в Тегерані Організацією оборонної промисловості Міністерства оборони та підтримки збройних сил Ірану. 
Серійне виробництво почалось 12 березня 2017 року. Виробництво розпочали на спеціально створеній технологічній лінії промислового комплексу «Dorud Bani Hashem Armored Industry» в місті Доруд, провінція Лурестан, де було складальне виробництво танків Т-72S за ще радянською ліцензією. 
Планується, що «Каррар» буде побудований у кількості близько 800 штук як для іранської армії, так і в Корпусу вартових ісламської революції.

## Опис
Танк «Каррар» побудований за класичним компонуванням, розділена на три відділення: механік-водій знаходиться в передній частині корпусу, башта з центральним бойовим відділенням та кормовим моторним відсіком з силовою установкою. 
Обладнаний «Каррар» диференційованим бронезахистом. Лобові деталі корпусу виготовлені з композитної броні, тобто танк має відносно високий рівень захисту. Також на танк встановлено комплекс додаткового навісного обладнання, для посилення власної броні машини. Лобова проекція корпусу, крім надгусеничних полиць, покрита блоками динамічного захисту. Блоки динамічного захисту менших розмірів у кілька рядів розміщені по бокам корпусу. Моторний відсік обладнаний блоками динамічного захисту та протикумулятивними ґратами.
У башті, зварної багатокутної форми, встановлена 125-мм гладкоствольна гармата 2А46М з стабілізатором. Вона може стріляти як звичайними снарядами (осколково-фугасними, кумулятивними чи бронебійними підкаліберними), так і ПТУР з лазерним наведенням, що запускаються через люфу танка. На даху башти танка «Каррар» встановлено дистанційно керований бойовий модуль з кулеметом 12,7 мм, лазерним далекоміром до 10 тисяч метрів, денним/нічним прицілом, тепловізором. Також на башті встановлено спареним 7,62-мм кулеметом, та місця для встановлення двох груп димових гранатометів по сім виробів у кожній.
Танк оснащений комп'ютерною системою керування вогнем третього покоління. Він також обладнаний оптично-електронною системою управління вогнем і здатний стріляти по цілях вдень та вночі, а також можливість стріляти високоточними ракетами з лазерним наведенням.
Екіпаж танку «Каррар» складається з трьох осіб: командира, навідника та механіка-водія.